# لويس سانتوس (لاعب كرة الماء)
لويس سانتوس هو لاعب كرة الماء برازيلي، ولد في 7 أغسطس 1980.